# Абдулазіз Мохамед
Абдулазіз Мохамед Алі Ходор (араб. عبد العزيز محمد, нар. 12 грудня 1965) — еміратський футболіст, що грав на позиції нападника. По завершенні ігрової кар'єри — тренер.
Виступав, зокрема, за клуб «Шарджа», а також національну збірну ОАЕ, у складі якої був фіналістом кубка Азії 1996 року.

## Клубна кар'єра
Протягом кар'єри на клубному рівні грав за команди «Шарджа», «Аль-Шабаб» і «Аль-Наср».

## Виступи за збірну
1990 року був включений до заявки національної збірної ОАЕ для участі у чемпіонаті світу 1990 року в Італії, на якому на поле не виходив. 
Дебютував за національну команду 1993 року. За три роки був учасником домашнього для команди кубка Азії 1996 року, де господарі здобули «срібло», лише у серії післяматчевих пенальті поступившись у фінальній грі збірній Саудівської Аравії. На цій континентальній першості був основним гравцем і брав участь у всіх матчах національної команди. Наступного роки також був учасником Кубка конфедерацій 1997 року, куди його команда потрапила як фіналіст Кубка Азії.

## Кар'єра тренера
2016 року очолював тренерський штаб клубу «Шарджа».

## Титули і досягнення
- Срібний призер Кубка Азії: 1996